# Mitrasacme serpyllifolia
Mitrasacme serpyllifolia är en tvåhjärtbladig växtart som beskrevs av Robert Brown. Mitrasacme serpyllifolia ingår i släktet Mitrasacme och familjen Loganiaceae. Inga underarter finns listade i Catalogue of Life.